# Сарусава Сіґеру
Сіґеру Сарусава (яп. 猿沢茂, нар. 30 січня 1960, Префектура Хіросіма) — японський футболіст, що грав на позиції нападника.
Виступав за клуб «Мазда», а також молодіжну збірну Японії.

## Клубна кар'єра
У дорослому футболі дебютував 1982 року виступами за команду клубу «Мазда», кольори якої і захищав протягом усієї своєї кар'єри гравця, що тривала десять років. 

## Виступи за збірну
1979 року залучався до складу молодіжної збірної Японії. У її складі був учасником молодіжного чемпіонату світу 1979 року.